# Muerte de Paul Kessler
Paul Kessler fue un hombre judío estadounidense que murió a los 69 años después de resultar fatalmente herido en una pelea el 5 de noviembre de 2023, entre manifestantes pro-sionistas y pro-Palestina en la ciudad de Thousand Oaks, California, Estados Unidos.  La muerte de Kessler fue declarada como homicidio;  hasta un comunicado de prensa de mayo del 2024, de la fiscalía, donde las autoridades no han encontrado evidencia de un crimen de odio.
El 16 de noviembre, el sospechoso Loay Alnaji fue acusado de homicidio involuntario y agresión por la muerte de Kessler.  «Si bien en la manifestación del 5 de noviembre de 2023 se escucharon discursos de odio antisemita, no hay evidencia de que Alnaji haya dicho esas palabras», según un comunicado de prensa de la fiscalía. 

## Paul Kessler

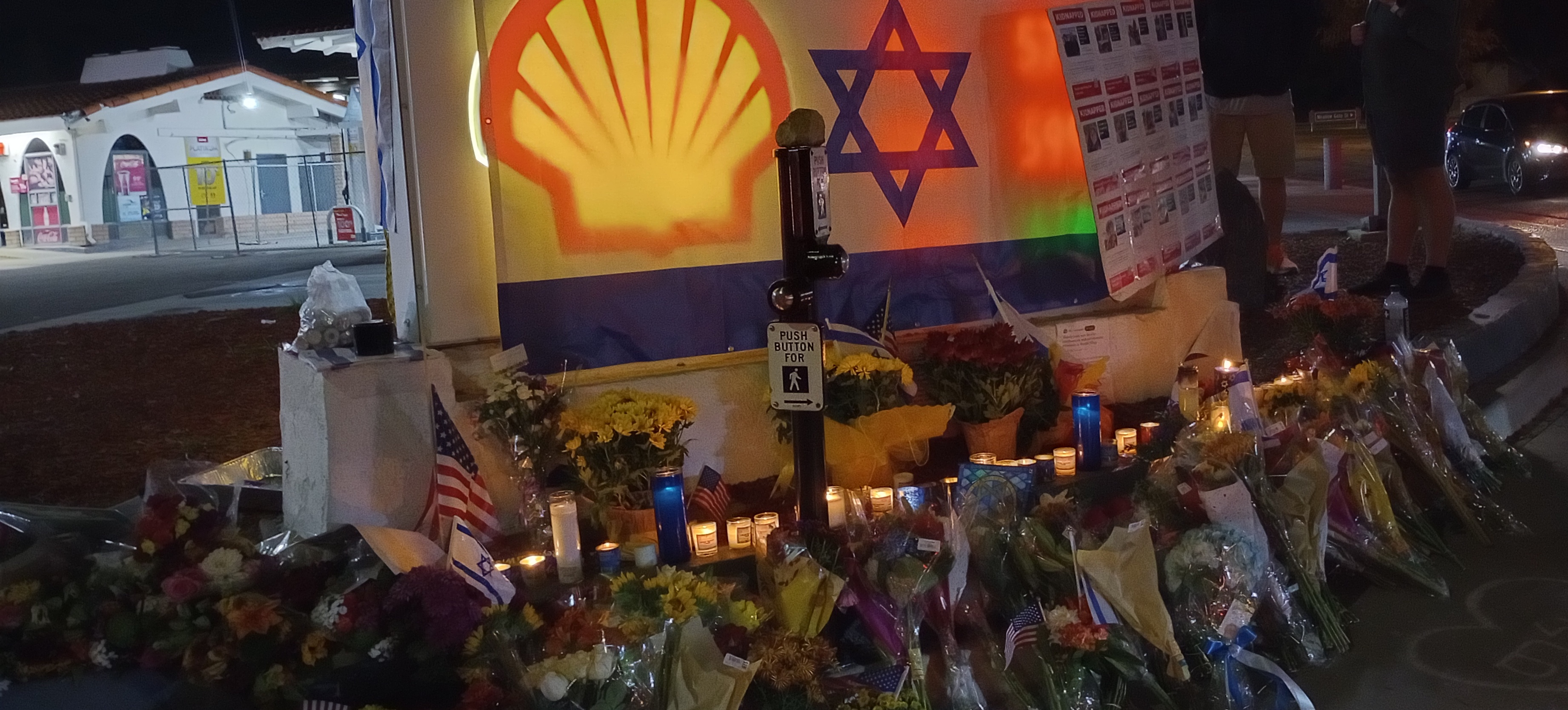
Acumulación de flores, velas, banderas y mensajes escritos con tiza en la intersección de la acera noroeste de Westlake Blvd. y Thousand Oaks Blvd. en Thousand Oaks, California, como parte de un monumento improvisado en el lugar donde el manifestante pro israelí estadounidense Paul Kessler murió.

Paul Kessler creció en la conocida comunidad judía de Scranton, Pensilvania. Fue conocido como un demócrata y un apasionado por las causas progresistas y por el estado de Israel. Había trabajado como vendedor de medicamentos, estaba casado desde hacía 43 años y tenía un hijo.

## Incidente
Durante las manifestaciones por la guerra en Gaza, incluyendo en la ciudad de Thousand Oaks, Ventura el 5 de noviembre de 2023. Entre setenta y cinco y cien personas se reunieron en la intersección para las dos protestas, que fueron realizadas por dos grupos: «Libertad para Palestina» y «Somos pro-Israel». La policía que patrullaba el área informó que no vio indicios de violencia unos quince minutos antes de que supuestamente ocurriera el altercado. Según los informes, Kessler y un partidario pro palestino habían estado involucrados en un altercado, y Kessler en algún momento se había caído hacia atrás y se había golpeado la cabeza contra el suelo.
Se informó que Kessler fue golpeado en la cara por un partidario pro palestino con un megáfono, y los fiscales luego presentarían evidencia en la corte que mostraba que el ADN de Kessler se encontró en el borde del megáfono que Alnaji está acusado de sostener. El médico forense del condado, Dr. Othon Mena, testificó que Kessler murió a causa de un traumatismo contundente causado por el golpe del megáfono y la caída posterior. Según el abogado de Loay Alnaji, un hombre de 50 años partidario de Palestina, Kessler supuestamente se enfrentó a muchos de los manifestantes pro palestinos y le puso el teléfono en la cara a Alnaji.
Alrededor de las 3:20 p. m., los agentes y los servicios médicos de urgencia respondieron a las llamadas y encontraron a Kessler en el suelo consciente y capaz de hablar. Alnaji permaneció en el lugar hasta que llegaron los agentes para indicar su participación y ayudó a Kessler y llamó al 911 después de que se cayera.  Con hemorragia en la cabeza y la boca, Kessler fue trasladado al hospital, donde reaccionó y estuvo consciente para hablar con la policía en el hospital.
Murió temprano al día siguiente, 6 de noviembre, en el hospital.

## Investigación
La Oficina del Sheriff del Condado de Ventura declaró inicialmente el 7 de noviembre en una conferencia de prensa que había relatos contradictorios de testigos presenciales sobre los sucesos que llevaron a la muerte de Kessler, e instó a cualquier persona con información a que se presente. El sheriff Fryhoff indicó que las imágenes de vigilancia y otros medios recopilados en el lugar no proporcionaron una visión clara del encuentro y muchos testigos no estuvieron de acuerdo en cuestiones como qué causó la caída y quién inició el enfrentamiento.
Los agentes de la Oficina del Sheriff del Condado de Ventura detuvieron a un sospechoso de la muerte de Kessler, quien había permanecido en la escena después de llamar al 911, respondiendo las preguntas de los oficiales. La oficina del sheriff liberó al sospechoso después de interrogarlo y luego registró su casa. El médico forense determinó que la causa de la muerte fue homicidio y observó lesiones faciales no letales que podrían haber sido resultado del golpe. Antes de que se presentaran los cargos y se arrestara a un sospechoso, los funcionarios revisaron más de 600 pruebas, que incluían medios de comunicación de la manifestación y entrevistaron a más de 60 testigos.
Los resultados publicados de la autopsia de Kessler mostraron que había sufrido lesiones compatibles con una caída, como fracturas de cráneo, hinchazón cerebral y hematomas junto con lesiones no letales en la cara. En una audiencia judicial de mayo de 2024, los fiscales presentaron un análisis de ADN que mostraba que la sangre encontrada en el megáfono coincide con la de Kessler.

### Sospechoso
El 16 de noviembre, la Oficina del Sheriff anunció que habían arrestado a un sospechoso de 50 años, Loay Alnaji, en relación con la muerte de Kessler por el cargo de homicidio involuntario y agresión con una fianza de $1 millón. Al día siguiente se declaró inocente en el Tribunal Superior del Condado de Ventura, con una fianza reducida a 50.000 dólares estadounidenses y se le ordenó que entregara sus pasaportes estadounidense y jordano. El abogado de Alnaji declaró que, si bien no negaron que se produjo un altercado, Kessler se mostró combativo con los manifestantes pro palestinos, Alnaji no había provocado la caída de Kessler y se encontraba a una distancia de entre seis y ocho pies de Kessler cuando cayó.
La fiscalía no había encontrado pruebas de que Alnaji hubiera cometido un delito de odio hasta un comunicado de prensa de mayo de 2024, y "Si bien se escuchó un discurso de odio antisemita en la manifestación del 5 de noviembre de 2023, no hay evidencia de que Alnaji dijera esas palabras".
Alnaji, profesor de ciencia informática en el Moorpark College, había expresado previamente opiniones pro palestinas en las redes sociales. Poco después de su arresto, su biografía fue eliminada del sitio web de Moorpark College y el Distrito College comunitario lo colocó en licencia administrativa. En junio de 2024, Loay se declaró inocente de; 'Homicidio involuntario' y 'Agresión que causa lesiones corporales graves', ambos delitos graves.

## Consecuencias
En la esquina de la calle donde Kessler resultó herido de muerte se instaló un monumento conmemorativo. Allí se celebró una vigilia y luego una manifestación. La familia de Kessler anunció que se realizaría un funeral privado después de darse cuenta de la cantidad de personas que podrían querer asistir y pidió privacidad. Después de la muerte de Kessler, la Oficina del Sheriff aumentó las patrullas en los lugares de culto musulmanes y judíos y en los centros de reunión comunitarios.

## Reacciones
La alcaldesa de Los Ángeles, Karen Bass, dijo: "Lamentamos la muerte del hombre judío que murió después de resultar herido durante una protesta en Thousand Oaks. A medida que surgen y se confirman los detalles, nos mantenemos firmes en la condena de la violencia y el antisemitismo".
La Federación Judía del Gran Los Ángeles calificó la muerte de Kessler como un "crimen antisemita" y declaró que la violencia contra el pueblo judío no tenía cabida y que no tolerarían la violencia contra la comunidad. El Consejo de Relaciones Estadounidenses-Islámicas denunció el supuesto ataque y expresó su apoyo a la comunidad judía.